# سودییوو
سودییوو (به لاتین: Sudějov) یک منطقهٔ مسکونی در جمهوری چک است که در ناحیه کوتنا هورا واقع شده‌است.